# Agrionias
Agrionias (en griego antiguo: Ἀγριώνιαι) eran unas fiestas que se celebraban en Orcómeno de Beocia en honor de Dioniso.
Según Plutarco se celebraban de noche y estaban reservadas solo para mujeres y sacerdotes de Dioniso, y consistían en una especie de juego en el que las mujeres hacían como que buscaban al dios. Este ritual de persecución se relaciona con el mito de las Miníades, donde tres chicas no quisieron asistir a las celebraciones dionisíacas y fueron castigadas por el dios. Antiguamente se hacía algún sacrificio humano: cada año, el sacerdote de Dioniso, con la espada en la mano celebraba la huida y la persecución de las Miníades, y cualquiera que las atrapara podía matarlas. Pero eso desapareció muy pronto, y se sacrificaba un animal.
Plutarco dice que estas fiestas también se celebraban en Queronea, donde las mujeres buscaban a Dioniso que se había escapado. Después dejaban de buscarlo y decían que se había escondido con las musas, y cuando estaba por finalizar el ritual hacían una cena y se proponían unas a otras varias adivinanzas. En Queronea solo participaban mujeres. Plutarco explica que la violencia de la investigación quedaba escondida por la vigilancia de las musas y que la inquietud por encontrar lo perdido se tranquilizaba en un banquete de hermandad.